# 世界禁煙デー
世界禁煙デー（せかいきんえんデー、World No-Tobacco Day）は、世界保健機関 (WHO)が制定した禁煙を推進するための記念日である。毎年5月31日が世界禁煙デーとなっており、国際デーの1つである。

## 記念日
この日、禁煙マークをプリントしたTシャツを着てマラソン大会などを開き、世界的に禁煙を呼びかけている。1995年時点で世界の喫煙者は10億1000万人であり、約5人に1人の割合となっている。毎年世界で300万人が喫煙が原因とみられるがんや心臓病で亡くなっており、このままでは2030年代初頭には喫煙による死亡者が年間1000万人に達するとWHOは警告している。
日本では1992年（平成4年）より、5月31日から6月6日までの1週間が「禁煙週間」となっている。

## 歴史
1987年の世界保健機関決議WHA40.38により、世界保健機関が設立40周年を迎える1988年4月7日が「第1回世界禁煙デー」と定められた。1988年に採択された決議WHA42.19で世界禁煙デーを毎年5月31日とすることが定められ、翌1989年以降この日に実施されている。

### 2007年 世界禁煙デー
2007年5月31日の前後に、「たばこの煙がない環境」をテーマとして、各国でさまざまな活動が行われた。世界保健機関は完全禁煙に向けた行動を起こすようアピールするとともに、「たばこ産業の作り話をあばく」などの内容を発表した